# (33529) Henden
(33529) Henden (1999 HA1) – planetoida z pasa głównego asteroid okrążająca Słońce w ciągu 3,76 lat w średniej odległości 2,42 j.a. Odkryta 19 kwietnia 1999 roku.